# RAW (формат данных)
RAW (англ. raw — сырой, необработанный) — формат данных, содержащий необработанные (или обработанные в минимальной степени) данные, что позволяет избежать потерь информации, и не имеющий чёткой спецификации. В таких файлах содержится полная информация о хранимом сигнале. Данные в RAW-файлах могут быть несжатыми, сжатыми без потерь или сжатыми с потерями.
Основные применения файлов такого типа:
- цифровая фотография — под форматом RAW понимаются оцифрованные данные, полученные с матрицы c минимальной обработкой;
- цифровой кинематограф — необработанные данные с матрицы цифровой кинокамеры;
- обработка звука — в этом случае под RAW понимаются звуковые данные без сжатия и заголовков, см. Импульсно-кодовая модуляция;
- также можно сказать, что в формате RAW представлены данные с приборов, которые не прошли преобразования в физические величины, например, милливольты при опросе электронного термометра.